# Lagarde-Marc-la-Tour
Lagarde-Marc-la-Tour is een gemeente in het Franse departement Corrèze (regio Nouvelle-Aquitaine). De plaats maakt deel uit van het arrondissement Tulle. Lagarde-Marc-la-Tour is op 1 januari 2019 ontstaan door de fusie van de gemeenten Lagarde-Enval en Marc-la-Tour. De gemeente telde 935 inwoners op 1 januari 2022.

## Geografie
De oppervlakte van Lagarde-Marc-la-Tour bedroeg op 1 januari 2022 28,14 vierkante kilometer; de bevolkingsdichtheid was toen 33,2 inwoners per km².
De onderstaande kaart toont de ligging van Lagarde-Marc-la-Tour met de belangrijkste infrastructuur en aangrenzende gemeenten.

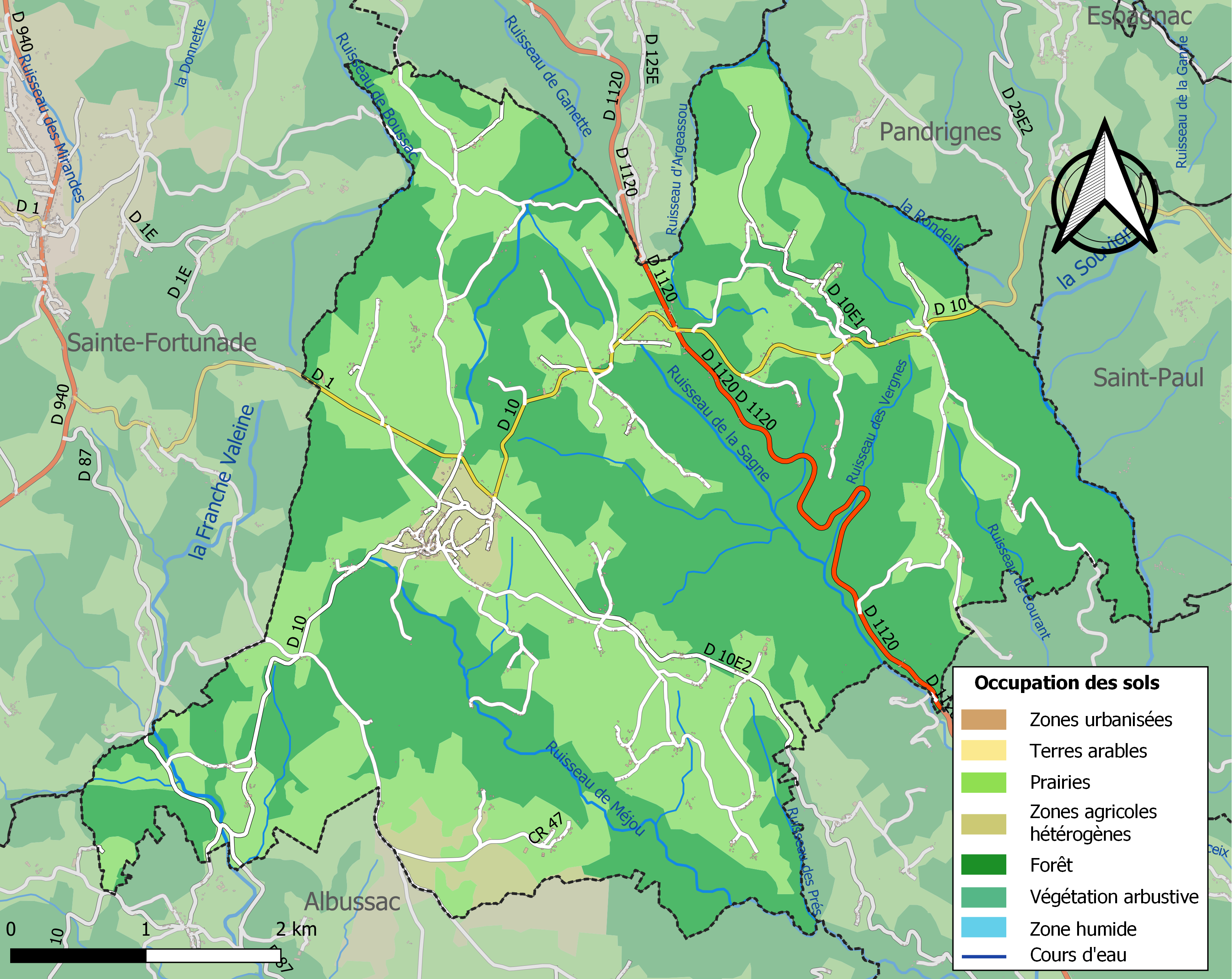